# کولکانوو
کولکانوو (انگلیسی: Kulkanovo) یک شهرک در شهرستان گافوریسکی استان باشقیرستان کشور روسیه است.